# Domenico Lanza (botanico)
Domenico Lanza (1868 – 1940) è stato un avvocato e naturalista italiano.
Fu docente di Botanica e direttore dell'Orto botanico di Palermo per due anni, dal 1921 al 1923, quando divenne inviso al regime fascista.

## Opere
- Domenico Lanza. Monografia del genere Calendula L. - Palermo: Scuola tip. Boccone del povero, 1919

| Lanza è l'abbreviazione standard utilizzata per le piante descritte da Domenico Lanza. Consulta l'elenco delle piante assegnate a questo autore dall'IPNI. |

| Controllo di autorità | SBN SBNV056714 |